# Mildred Pierce (minissérie)
Mildred Pierce é uma minissérie estadunidense de 2011, dirigida por Todd Haynes e estrelada por Kate Winslet no papel principal, ao lado de Guy Pearce, Evan Rachel Wood e Melissa Leo. É a segunda adaptação do romance homônimo de James M. Cain, depois do filme Alma em Suplício de 1945 produzido pela Warner Bros. e estrelado por Joan Crawford.
Estreou na HBO em 27 de março de 2011.

## Elenco
- Kate Winslet como Mildred Pierce
- Guy Pearce como Monty Beragon
- Miriam Shor como Anna
- Evan Rachel Wood como Veda Pierce
- Melissa Leo como Lucy Gessler
- Morgan Turner como Veda Pierce jovem
- James LeGros como Wally Burgan
- Brían F. O'Byrne como Bert Pierce
- Mare Winningham como Ida Corwin
- Hope Davis como Mrs. Forrester
- Quinn McColgan como Ray Pierce

## Produção
Partes da minissérie foram gravadas  em três locais de Nova York: Peekskill, Point Lookout e Merrick.

## Recepção
Mildred Pierce recebeu críticas geralmente favoráveis. No Metacritic, a minissérie tem uma pontuação média ponderada de 69 em 100, com base em 28 críticas, indicando "revisões geralmente favoráveis". Em um podcast da WBEZ sobre os melhores filmes de 2011, o crítico Jonathan Rosenbaum usou a série como um exemplo de trabalho televisivo comparável aos melhores filmes do ano, chamando-o de melhor trabalho de Haynes até hoje. Salon.com chamou de "uma obra-prima silenciosa e comovente", enquanto Alessandra Stanley do The New York Times, comentou que, embora a minissérie fosse "inabalavelmente fiel ao romance de James M. Cain de 1941", ela não "aproveitou ao máximo o choque mítico de mãe, amante e filha ingrata", e "quase não tão satisfatório quanto o filme noir de 1945".
Stephen King, escrevendo para The Daily Beast e Newsweek, elogiou a atuação de Winslet, Pearce e Wood e admirou a atenção do programa aos detalhes e estrutura, mas reclamou que a adaptação de cinco horas foi "muito longa", e termina com: "Mildred, de Winslet, é uma verdadeira estrela. Como Joan Crawford a teria odiado".
A minissérie foi exibida fora de competição no 68º Festival Internacional de Cinema de Veneza em 2011.

## Prêmios e indicações
2012: Golden Globes
1. Melhor Atriz em Minissérie ou Filme para TV (Kate Winslet) (venceu)
2. Melhor Minissérie ou Filme Feito para TV (Mildred Pierce) (indicado)
3. Melhor Atriz Coadjuvante em Série de TV, Minissérie ou Filme feito para Televisão (Evan Rachel Wood) (indicada)
4. Melhor Ator Coadjuvante em Série de TV, Minissérie ou Filme feito para Televisão (Guy Pearce) (indicado)

2012: Screen Actors Guild Awards
1. Melhor Atriz em Minissérie ou Telefilme (Kate Winslet) (venceu)
2. Melhor Ator em Minissérie ou Telefilme (Guy Pearce) (indicado)

2011: Primetime Emmy Awards
1. Melhor Atriz em Minissérie ou Filme para TV (Kate Winslet) (venceu)
2. Melhor Ator Coadjuvante em Minissérie ou Telefilme (Guy Pearce) (venceu)
3. Melhor Composição Musical para minissérie, telefilme e especial (Carter Burwell) (venceu)
4. Melhor Elenco de Minissérie, Telefilme ou Especial (Laura Rosenthal) (venceu)
5. Melhor Direção de Arte em Minissérie ou Filme (Mark Friedberg/Peter Rogness/Ellen Christiansen) (venceu)

2011: Satellite Awards
1. Minissérie ou Filme Feito para TV (Mildred Pierce) (venceu)
2. Melhor Atriz em Minissérie ou Filme para TV (Kate Winslet) (venceu)